# Kovu (Disney)
Kovu est un personnage du film Le Roi lion 2 : L'Honneur de la tribu (ou Le Roi lion 2 : La Fierté de Simba au Québec) (1998) de Walt Disney Pictures. Il est le fils adoptif de Scar.

## Inspiration
Kovu peut être rapproché du personnage de Roméo Montaigu de la pièce de William Shakespeare Roméo et Juliette — pièce qui a inspiré Le Roi lion 2 : L'Honneur de la tribu — Kiara correspondant au personnage de Juliette Capulet). 
Son nom signifie « cicatrice » en swahili, c'est donc la traduction de l'anglais Scar, soulignant la filiation entre les deux personnages.

## Histoire
Physiquement, Kovu est introduit comme un lionceau de couleur marron foncé ayant une mèche de crinière noire. Il a un nez noir de forme dite "méchante" et des yeux verts. Son apparence est très proche de celle de Scar hormis le fait qu’en fin d’adolescence, Kovu ne devienne séduisant et musclé, soit tout le contraire de son père adoptif. 
Psychologiquement, Kovu enfant est perçu comme un lionceau vantard et fier mais ayant tout de même une certaine crainte concernant sa mère. Il apprecie ses frères et sœurs Nuka et Vitani, même si son demi-frère le considère comme un "termite". 
Il fut élevé dans la haine et dans le but d'être un meurtrier, il part tout d'abord dans l'optique de tuer Simba mais tombe amoureux de sa fille, Kiara. 
Il changea et devint quelqu'un de sincère, sensible et mature voulant à tout prix se faire accepter de Simba. 
Kovu est le fils, probablement biologique, de Zira et adoptif de Scar, qui en fait son héritier. Alors qu'il est enfant, il fait un jour la connaissance de Kiara, fille de Simba et Nala, qui s'est aventurée sur les Terres Interdites. Leur rencontre est interrompue par l'arrivée de leurs parents respectifs. Alors que Simba menace de punir Zira pour avoir violé les frontières de la Terre des Lions, cette dernière n'hésite pas a donner Kovu en pâture à Simba pour le faire renoncer à toute forme de châtiment. En ramenant Kovu sur les Terres Interdites, Zira commence par le gronder d'avoir voulu faire ami avec Kiara... jusqu'à ce qu'elle réalise qu'il s'agit d'une opportunité sans précédent pour reprendre le pouvoir. Elle décide donc d'entraîner Kovu pour en faire un assassin de premier ordre afin qu'il infiltre la Terre des Lions, se lie avec Kiara pour que Simba baisse sa garde et qu'il le tue pour devenir roi.
Des années plus tard, Zira met son plan à exécution: au cours de la 1ère partie de chasse de Kiara, Vitani et Nuka provoquent un incendie, afin que Kovu puisse "sauver" Kiara et entrer dans les bonnes grâces de Simba. Ce dernier est extrêmement méfiant au début, mais en raison de la dette qu'il a désormais envers le jeune lion, il réserve son jugement. Afin de se rapprocher de Simba, Kovu décide de donner des leçons de chasse à Kiara, ce qui l'empêche paradoxalement de profiter de plusieurs occasions de tuer Simba. Il finit par tomber amoureux de la jeune lionne, et renonce finalement à tuer Simba, qui lui révèle par la suite la vérité sur Scar. Mais alors que Simba l'accepte comme membre de sa tribu, Zira et les Exilés surgissent et tentent de tuer Simba, qui ne doit sa survie qu'à l'aide de Kovu.
Au cours de l'affrontement, Nuka est tué, écrasé par un tronc d'arbre. Dans sa douleur, Zira griffe Kovu, lui donnant une cicatrice identique à celle de Scar. Convaincu que Kovu l'a délibérément attiré dans ce piège et qu'il a tenté le tuer, Simba décide de le condamner à l'exil. C'est finalement Kiara qui part le chercher, et avec l'aide de Rafiki, ils s'avouent mutuellement leurs sentiments. Apprenant que Zira a déclenché l'invasion de la Terre des Lions pour prendre le pouvoir par la force, Kovu et Kiara s'interposent et parviennent à réunir les deux clans — à l'exception de Zira, qui meurt lors de son ultime affrontement — sous leur autorité. 
Quelque temps plus tard, Simba a choisi Kovu comme héritier. Lui et Kiara finissent par avoir un enfant, qui sera à son tour l'héritier de la Terre des Lions.
Kovu apparaît dans la série de 2016 La Garde du Roi Lion aux côtés de sa famille encore jeune et expliquant à Kion, le jeune frère de Kiara que celui ci l'a rencontré. 
Dans la saison finale, Kovu devint le futur roi de la terre des lions en compagnie de sa compagne la future reine Kiara.

## Interprètes
- Voix originale : Ryan O'Donohue (enfant) et Jason Marsden (adulte)
- Voix allemande : Dorian Brecht (enfant) et Matthias Hinze (adulte)
- Voix brésilienne : Peterson Adriano (enfant) et Marco Antônio (adulte)
- Voix finnoise : Petteri Halmela (enfant) et Mika Turunen (adulte)
- Voix française : Alexis Pivot (enfant), Cédric Dumond (adulte) et Emmanuel Dahl (adulte, chant)
- Voix hongroise : Miller Zoltán (adulte)
- Voix italienne : Fabrizio De Flaviis (enfant), Alessandro Quarta (adulte) et Stefano Rinaldi (adulte, chant)
- Voix japonaise : Wataru Kitao (enfant) et Koji Yamamoto (adulte)
- Voix polonaise : Kuba Molęda (enfant) et Marcin Kudełka (adulte)
- Voix portugaise : Carlos Feio (enfant) et Henrique Feist (adulte)
- Voix québécoise : Martin Watier (adulte) et Patrick Olafson-Hénault (adulte, chant)
- Voix suédoise : Alexander Lundberg (enfant) et Christer Nerfont (adulte)

## Chansons interprétées par Kovu
- L'Amour nous guidera (Love Will Find a Way) ou L'Amour saura gagner au Québec avec Kiara dans Le Roi lion 2 : L'Honneur de la tribu